# Empire du soleil
Cet article concerne le film. Pour le groupe, voir Empire of the Sun.
Pour les articles homonymes, voir L'Empire du soleil.
Pour plus de détails, voir Fiche technique et Distribution.
Empire du soleil (Empire of the Sun) est un film américain réalisé par Steven Spielberg, sorti en 1987. Il est inspiré du roman du même nom de J. G. Ballard, lui-même basé sur la vie de l'écrivain. Le film met en scène Christian Bale et John Malkovich, entre autres.

## Synopsis
En 1941, James « Jim » Graham (Christian Bale), jeune Britannique, vit à Shanghai avec sa famille. La ville est devenue  territoire occupé par l'armée impériale japonaise à la suite de l'invasion de la Chine par l'empire du Japon en 1937. Le 8 décembre 1941, le Japon déclare la guerre aux États-Unis ainsi qu'à ses alliés.
L'adolescent voit alors sa vie basculer, d'autant plus qu’un mouvement de foule le sépare de ses parents. Il est fait prisonnier et tente de repenser sa vie dans le camp où il est détenu. Il comprend que ses rêves de révolte et de guerre n'avaient pas de sens face à la folie destructrice de l'homme, dont il est lui-même victime. Dans son camp, il transforme sa détention en aventure, se rend indispensable à tous. Après quatre longues années de captivité jusqu'à la fin du conflit, James est libéré et prêt à entrer dans le monde des adultes.

## Fiche technique
- Titre français : Empire du soleil
- Titre québécois : L'Empire du soleil
- Titre original : Empire of the Sun
- Titre en français pour la ressortie DVD au Benelux : L'Empire du soleil
- Scénario : Tom Stoppard avec la participation non créditée de Menno Meyjes, d'après le roman de J. G. Ballard
- Musique : John Williams
- Décors : Norman Reynolds
- Costumes : Bob Ringwood
- Directeur de la photographie : Allen Daviau
- Montage : Michael Kahn
- Producteurs : Kathleen Kennedy, Frank Marshall et Steven Spielberg
- Société de production : Amblin Entertainment
- Société de distribution : Warner Bros.
- Budget : 38 millions de dollars[1]
- Pays de production :  États-Unis
- Langues originales : anglais, japonais, mandarin
- Format : Technicolor • 1.85 : 1 • 35mm/70mm - son 70 mm 6-Pistes (70mm) / Dolby SR (35mm)
- Durée : 154 minutes
- Dates de sortie[2] :
  - États-Unis : 9 décembre 1987
  - France : 16 mars 1988

## Distribution
- Christian Bale (VF : Guillaume Boisseau) : James « Jim » Graham
- John Malkovich (VF : Michel Papineschi) : Basie
- Miranda Richardson (VF : Céline Monsarrat) : Mme Victor
- Nigel Havers (VF : Gérard Berner) : le Dr Rawlins
- Joe Pantoliano (VF : Philippe Peythieu) : Frank Demerest
- Leslie Phillips (VF : Roland Ménard) : Maxton
- Masatô Ibu : le sergent Nagata
- Emily Richard : Mary Graham, la mère de Jim
- Rupert Frazer (en) (VF : Hervé Bellon) : John Graham, le père de Jim
- Peter Gale (VF : Marcel Guido) : M. Victor
- Ben Stiller (VF : Thierry Ragueneau) : Dainty
- Ralph Seymour (en) : Cohen
- Robert Stephens (VF : Roland Ménard) : M. Lockwood
- Burt Kwouk (VF : Jean-Claude Montalban) : M. Chen
- Sylvia Marriott : Mme Partridge
- J. G. Ballard : un invité de la fête costumée (non crédité)

## Production

### Genèse et développement
Warner Bros. acquiert les droits du roman semi-autobiographique Empire du soleil (Empire of the Sun, 1984) de J. G. Ballard, qui a reçu le prestigieux prix James Tait Black Memorial. Initialement, c'est Harold Becker qui est envisagé à la réalisation avec Robert Shapiro comme producteur. Une première ébauche de script est écrite par Tom Stoppard, avec la brève collaboration de l'auteur J. G. Ballard. Alors que Harold Becker quitte finalement le projet, David Lean reprend la réalisation et Steven Spielberg le rôle de producteur. Mais David Lean finit par abandonner à son tour : « J'ai travaillé dessus pendant environ un an et j'ai fini par abandonner parce que je trouvais qu'il ressemblait trop à un journal. C'était bien écrit et intéressant, mais je l'ai donné à Steve. » Steven Spielberg reprend alors le projet en main, car il y voit quelque chose de très personnel. Il y retrouve par ailleurs des similitudes avec Le Pont de la rivière Kwaï de David Lean, qui était l'un de ses films préférés quand il était jeune. De plus, le cinéaste est fasciné par les avions militaires de la Seconde Guerre mondiale notamment après les histoires racontées par son père qui était  opérateur radio sur un North American B-25 Mitchell sur le théâtre des opérations de Chine-Birmanie-Inde. Steven Spielberg engage Menno Meyjes comme script doctor avant que Tom Stoppard finalise le script.

### Attribution des rôles
Ce film marque les débuts de Christian Bale, qui était alors âgé de 13 ans. Steven Spielberg a d'ailleurs eu beaucoup de mal à trouver l'interprète de ce rôle, il avait en effet auditionné près de 400 enfants. C'est son épouse de l'époque, Amy Irving, qui lui aurait conseillé Christian Bale après avoir tourné avec lui la mini-série Anastasia (1986).
J. G. Ballard fait un caméo dans le film, dans le rôle d'un invité de la fête costumée au début du film.

### Tournage
Empire of the Sun est tourné à Shanghai et en Espagne. Les prises de vues débutent le 1er mars 1987 pour une durée de 16 semaines.
L'équipe a fait de nombreux repérages en Asie pour trouver des décors ressemblant au Shanghai de 1941. Des négociations avec le studio de cinéma de Shanghai de la China Film Group Corporation débutent en 1985. Après un an de contacts, une autorisation pour trois semaines de tournage est accordée pour mars 1987. C'est le premier film américain tourné en Chine depuis les années 1940,,. Près de 5 000 figurants locaux sont engagés notamment pour les scènes lors de l'occupation de Shanghai par les Japonais. Des membres de l'armée populaire de libération incarnent des soldats japonais. Outre la Chine, les prises de vues ont lieu à Trebujena en Andalousie, ainsi qu'au Royaume-Uni : les Elstree Studios de Borehamwood, Knutsford dans le comté de Cheshire ou encore Sunningdale dans le Berkshire. David Lean rend visite plusieurs fois à Steven Spielberg lors du tournage sur le sol britannique.
Les avions japonais utilisés dans le film, les fameux « Zéros », sont en réalité des Harvards américains modifiés.

## Bande originale
Tous les morceaux ont été composés ou arrangés par John Williams. La bande originale du film est sortie en 1987 chez Warner Bros. Records. Elle contient notamment la chanson Suo Gân (cy), une célèbre berceuse galloise, choisie par Spielberg en raison des origines de Christian Bale[réf. non conforme].
1. Suo Gân – 2:19
2. Cadillac Of The Skies – 3:48
3. Jim's New Life – 2:33
4. Lost In The Crowd – 5:39
5. Imaginary Air Battle – 2:35
6. The Return To The City – 7:45
7. Liberation : Exultate Justi – 1:46
8. The British Grenadiers (traditionnel) – 2:25
9. Toy Planes, Home And Hearth (Frédéric Chopin, Mazurka, opus 17 n° 4) – 4:37
10. The Streets Of Shanghai – 5:11
11. The Pheasant Hunt – 4:24
12. No Road Home / Seeing The Bomb – 6:10
13. Exultate Justi – 4:59

## Accueil

### Box-office
| Pays ou région     | Box-office        | Date d'arrêt du box-office | Nombre de semaines |
| ------------------ | ----------------- | -------------------------- | ------------------ |
| États-Unis, Canada | 22 238 696 $      | 28 janvier 1988            | 7                  |
| France             | 1 329 673 entrées | -                          | -                  |
| Total mondial      | 65 838 696 $      |                            |                    |

## Distinctions
Sauf mention contraire, cette liste provient d'informations de l'Internet Movie Database.

### Récompenses
- National Board of Review Awards 1987 :

Meilleur film
Meilleur réalisateur : Steven Spielberg
Meilleur jeune acteur : Christian Bale
- Christopher Awards 1987 :

Meilleur film
- American Society of Cinematographers Awards 1988 :

Meilleure photographie d'un film : Allen Daviau
- Kansas City Film Critics Circle Awards 1988 :

Meilleur réalisateur : Steven Spielberg
- BAFTA Awards 1989 :

Meilleure photographie : Allen Daviau
meilleure musique de film : John Williams
Meilleur son : Charles L. Campbell, Louis L. Edemann, Robert Knudson et Tony Dawe
- Young Artist Awards 1989 :

Meilleur film familial dramatique
Meilleur jeune acteur d'un film dramatique : Christian Bale

### Nominations
- Oscars 1988 :

Meilleure direction artistique : Norman Reynolds et Harry Cordwell
Meilleure photographie : Allen Daviau
Meilleure création de costumes : Bob Ringwood
Meilleur montage : Michael Kahn
Meilleure musique de film : John Williams
Meilleur mixage de son : Robert Knudson, Don Digirolamo, John Boyd et Tony Dawe
- Golden Globes 1988 :

Meilleur film dramatique
Meilleure musique de film : John Williams
- Directors Guild of America Awards 1988 :

Meilleur réalisateur : Steven Spielberg
- BAFTA Awards 1989 :

Meilleurs costumes : Bob Ringwood
Meilleure direction artistique : Norman Reynolds
Meilleur scénario adapté : Tom Stoppard
- Grammy Awards 1989 :

Meilleur album écrit pour le cinéma ou la télévision : John Williams

## Analyse
(juillet 2023).
- Si vous ne connaissez pas le sujet, laissez ce bandeau (vous pouvez alors contacter les auteurs).
- Si vous supprimez le contenu mis en cause (vous pouvez préalablement contacter les auteurs),

argumentez précisément cette suppression dans la page de discussion
(un manque de référence n'est pas un argument ; une recherche réelle de référence doit avoir été effectuée, être formellement documentée).
Ce film fait partie des œuvres « sérieuses » de Steven Spielberg, dans la lignée de Rencontres du troisième type, de La Couleur pourpre, et qui se trouve dans le même esprit de respect de l'histoire que Il faut sauver le soldat Ryan ou que La Liste de Schindler. De plus, ce film exprime pleinement le style de son auteur, aussi bien du point de vue visuel que pour les thèmes de prédilection. On parle souvent de l'enfance, de la guerre, de la séparation d'avec les parents.